# فؤاد العادل
فؤاد العادل (1340- ؟ هـ / 1922- ؟ م) سياسي وحقوقي سوري، وأديب شاعر. وزير الشؤون الاجتماعية والعمل، ووزير الثقافة والإرشاد القومي والإعلام. عمل مستشارًا في الديوان الملكي السعودي، وحصل على الجنسية السعودية. وكان متقنًا اللغات الفرنسية والإنجليزية والإيطالية.

## ولادته وتحصيله
فؤاد العادل وُلد في دمشق عام (1340هـ /1922م) تلقى تعليمه الابتدائي والثانوي في دمشق، في عام 1939 انتقل العادل إلى إيطاليا لمتابعة دراسته الجامعية، ثم عاد الى إلى دمشق بسبب الحرب العالمية الثانية. بعد عودته، التحق بكلية الحقوق جامعة دمشق وتخرج منها في خمسينيات القرن الماضي.عاد إلى أوروبا مرة أخرى لمتابعة دراساته العليا في العلوم السياسية بفرنسا.تخصص في التشريعات العمالية وعلم تنظيم العمل.

## عمله ووظائفه
شغل منصب المدير العام للشؤون الاجتماعية والعمل في زمن الوحدة مع مصر. عُين وزيراً للشؤون الاجتماعية والعمل في حكومة مأمون الكزبري، التي شكلت في 29 أيلول 1961، واستمر في منصبه حتى 20 تشرين الثاني 1961. سُمي وزيراً للثقافة والإرشاد القومي والإعلام في حكومة معروف الدواليبي الثانية، التي شكلت في 22 كانون الأول 1961، واستمرت حتى 20 كانون الأول 1961. وعين نائباً في المجلس التأسيسي والنيابي في سوريا، بموجب المرسوم رقم 539 الصادر في 5 كانون الأول 1961. بعد انقلاب الثامن من آذار عام 1963، شمله مرسوم العزل المدني رقم 10، الصادر في 24 آذار 1963، الذي أدى إلى إبعاده عن المناصب الحكومية في سوريا.
انتقل إلى المملكة العربية السعودية فعُين مستشارًا في الديوان الملكي السعودي، ومستشارًا في مجلس الإعمار الأردُنِّي برتبة وزير عامل.

## كتبه وآثاره
كان فؤاد العادل كاتباً وشاعرًا، من مؤلفاته البارزة:
1. "العدالة الاجتماعية" (1969).[5]
2. "قصة سوريا بين الانتخاب والانقلاب" (2001).[6]
3. "المجتمع الشامي".
4. "أمتي بين حربين: حرب حزيران وحرب رمضان".
5. "مجموعة تشريعات العمل".
6. كما قام بترجمة قصة "المحزون" عن الفرنسية ونشرها عام 1947.

وله عدة دواوين شعرية مطبوعة، منها:
1. "رؤى" (1965) .
2. "جراح الصمت" (1985).
3. "أشواق المغيب" (1998).[7]

## تكريمه
حصل فؤاد العادل على تقدير كبير لأعماله، فنال جائزة هيئة الإذاعة البريطانية للقصائد المغناة، ووسام الاستحقاق السوري من الدرجة الأولى.

## وفاته
لم يُعرَف تاريخ وفاته. 